# Peso-pesado (MMA)

Tom Aspinall, atual campeão peso-pesado do UFC, que foi promovido de campeão interino após a aposentadoria do então campeão Jon Jones.

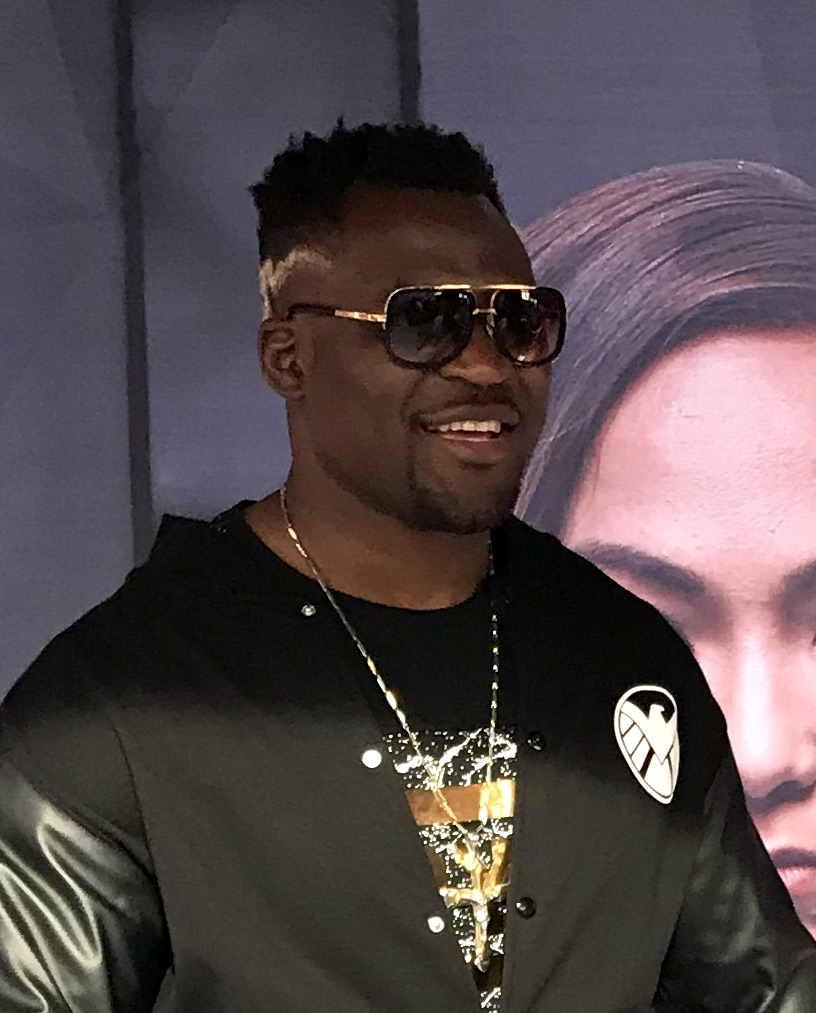
Francis Ngannou, ex-campeão peso-pesado do UFC e atual campeão peso-pesado do PFL.

A categoria peso-pesado nas artes marciais mistas (MMA) geralmente agrupa lutadores entre 206–265 lb (93,4–120,2 kg).
Embora existam muitas ambiguidades nas categorias de peso mais baixas em relação aos nomes das divisões e limites de peso, a divisão dos pesos-pesados é, em sua maior parte, uniforme. O Ultimate Fighting Championship (UFC) e a maioria das outras organizações de MMA norte-americanas, como Bellator MMA, Professional Fighters League e King of the Cage (KOTC), seguem esta interpretação para seus atletas de 206–265 lb como pesos-pesados. A divisão dos pesos-pesados do ONE Championship é de 226–265 lb. A divisão de peso acima do limite do Pancrase era de 198,4–220,5 lb (90,0–100,0 kg) antes de ser revisada para os atuais 205–264,5 lb (93,0–120,0 kg).
O limite de peso superior dos pesos-pesados, conforme definido pela Comissão Atlética do Estado de Nevada e pela Associação de Comissões de Boxe, é de 265 lb (120 kg).

## Campeões profissionais

### Campeões atuais
Esta tabela foi atualizada pela última vez em 21 de junho de 2025.
| Organização      | Início do Reinado     | Campeão           | Cartel   | Defesas |
| ---------------- | --------------------- | ----------------- | -------- | ------- |
| UFC              | 21 de junho de 2025   | Tom Aspinall      | 15–3     | 0       |
| PFL              | 19 de outubro de 2024 | Francis Ngannou   | 18–3     | 0       |
| ONE Championship | 9 de novembro de 2024 | Oumar Kane        | 7–1      | 0       |
| ACA              | 17 de março de 2023   | Evgeniy Goncharov | 20–7     | 2       |
| KSW              | 14 de abril de 2018   | Phil De Fries     | 27–6 (1) | 12      |

## Maior número de vitórias em lutas pelo cinturão dos pesos-pesados
Nota: a lista inclui vitórias em lutas por títulos de peso-pesado das principais promoções (UFC, ONE, Pride, Strikeforce, WEC, PFL)
Nota: a lista inclui campeões indiscutíveis e interinos
|    | Nome                     | Promoção     | Vitórias em lutas por cinturão |
| -- | ------------------------ | ------------ | ------------------------------ |
| 1. | Randy Couture            | UFC          | 6                              |
| 1. | Stipe Miocic             | UFC          | 6                              |
| 2. | Tim Sylvia               | UFC          | 5                              |
| 3. | Fedor Emelianenko        | Pride        | 4                              |
| 3. | Cain Velasquez           | UFC          | 4                              |
| 4. | Antônio Rodrigo Nogueira | UFC, Pride   | 3                              |
| 4. | Andrei Arlovski          | UFC          | 3                              |
| 4. | Brandon Vera             | ONE          | 3                              |
| 4. | Brock Lesnar             | UFC          | 3                              |
| 4. | Francis Ngannou          | UFC, PFL     | 3                              |
| 5. | Alistair Overeem         | Strikeforce  | 2                              |
| 5. | Vitaly Minakov           | Bellator MMA | 2                              |
| 5. | Frank Mir                | UFC          | 2                              |
| 5. | Fabrício Werdum          | UFC          | 2                              |
| 5. | Kevin Randleman          | UFC          | 2                              |
| 5. | Maurice Smith            | UFC          | 2                              |
| 5. | Daniel Cormier           | UFC          | 2                              |
| 5. | Tom Aspinall             | UFC          | 2                              |
| 5. | Júnior dos Santos        | UFC          | 2                              |
| 5. | Ron Waterman             | WEC          | 2                              |
| 5. | James Irvin              | WEC          | 2                              |
| 5. | Jon Jones                | UFC          | 2                              |

## Maior número de defesas consecutivas do cinturão dos pesos-pesados
|    | Nome              | Promoção    | Defesas de cinturão |
| -- | ----------------- | ----------- | ------------------- |
| 1. | Fedor Emelianenko | Pride       | 3                   |
| 1. | Stipe Miocic*     | UFC         | 3                   |
| 3. | Randy Couture     | UFC         | 2                   |
| 3. | Tim Sylvia        | UFC         | 2                   |
| 3. | Brandon Vera*     | ONE         | 2                   |
| 3. | Brock Lesnar      | UFC         | 2                   |
| 3. | Cain Velasquez    | UFC         | 2                   |
| 7. | Alistair Overeem  | Strikeforce | 1                   |
| 7. | Daniel Cormier    | UFC         | 1                   |
| 7. | Júnior dos Santos | UFC         | 1                   |
| 7. | Fabrício Werdum   | UFC         | 1                   |
| 7. | Kevin Randleman   | UFC         | 1                   |
| 7. | Maurice Smith     | UFC         | 1                   |
| 7. | Francis Ngannou   | UFC         | 1                   |
| 7. | Ron Waterman      | WEC         | 1                   |
| 7. | James Irvin       | WEC         | 1                   |
| 7. | Brian Olsen       | WEC         | 1                   |
| 7. | Jon Jones         | UFC         | 1                   |

- Primeiro reinado.